# Scafatese FC
Scafatese Football Club, zkráceně jen Scafatese je italský klub hrající v sezoně 2024/25 4. italskou fotbalovou ligu, sídlící ve městě Scafati v regionu Kampánie.

## Změny názvu klubu
- 1922/23 – 1948/49 – US Scafatese (Unione Sportiva Scafatese)
- 1949/50 – 1950/51 – US Del Gaizo-Scafatese (Unione Sportiva Del Gaizo-Scafatese)
- 1951/52 – 1968/69 – UP Scafatese (Unione Polisportiva Scafatese)
- 1969/70 – 1985/86 – AP Scafatese (Associazione Polisportiva Scafatese)
- 1986/87 – Polisportiva Don Bosco Oplonti (Polisportiva Don Bosco Oplonti)
- 1987/88 – SS Pro Scafatese (Società Sportiva Pro Scafatese)
- 1988/89 – 2003/04 – AP Scafatese (Associazione Polisportiva Scafatese)
- 2004/05 – 2005/06 – ASD Scafatese Calcio (Associazione Sportiva Dilettantistica Scafatese Calcio)
- 2006/07 – SSD Scafatese (Società Sportiva Dilettantistica Scafatese)
- 2007/08 – 2012/13 –SS Scafatese Calcio (Società Sportiva Scafatese Calcio)
- 2013/14 – 2014/15 – ASD Pro Scafatese Calcio (Associazione Sportiva Dilettantistica Pro Scafatese Calcio)
- 2015/16 – 2021/22 – ASD Pro Scafatese Calcio 1922 (Associazione Sportiva Dilettantistica Pro Scafatese Calcio 1922)
- 2022/23 – 2023/24 – SSD Scafatese 1922 (Società Sportiva Dilettantistica Scafatese 1922)
- 2024/25 – Scafatese FC (Scafatese Football Club)

## Získané trofeje

### Vyhrané domácí soutěže
- 4. italská liga (1x)

1940/41
- 5. italská liga (3x)

1959/60, 1975/76, 2006/07

## Účast v ligách
| Úroveň soutěže | Název soutěže (nynější název) | První hraná sezona | Poslední hraná sezona | celkem odehraných sezon |
| -------------- | ----------------------------- | ------------------ | --------------------- | ----------------------- |
| 2              | Serie B                       | 1923/24            | 1947/48               | 5                       |
| 3              | Serie C                       | 1926/27            | 1948/49               | 6                       |
| 4              | Serie D                       | 1960/61            | 2024/25               | 15                      |
| 5              | Eccellenza                    | 1949/50            | 2023/24               | 36                      |

## Trenéři

### Známí trenéři v klubu
- Riccardo Carapellese (1967–1968)